# Franz Xaver von Wulfen
Il barone Franz Xaver von Wulfen (Belgrado, 5 novembre 1728 – Klagenfurt, 16 marzo 1805) è stato un botanico, geologo e alpinista austriaco, scopritore della Wulfenia carinthiaca, della "Saxifraga moschata" e della "Stellaria bulbosa". Il minerale "Wulfenite" venne chiamato così in suo onore .
Nato a Belgrado, suo padre era un feldmaresciallo dell'esercito austriaco. Dopo aver iniziato gli studi in un ginnasio di Košice (nell'attuale Slovacchia) all'età di soli diciassette anni entrò in un collegio gesuita di Vienna diventando presto egli stesso un insegnante di matematica e fisica. Praticò l'insegnamento in diverse località, tra le quali la stessa Vienna, oltre che Graz, Banská Bystrica, Gorizia, Lubiana e infine, a partire dal 1764, Klagenfurt, dove rimase fino alla sua morte.
Si occupò per circa un ventennio nello studio della flora delle Alpi orientali, addentrandosi soprattutto nella Großglockner ed esplorando le Alpi austriache. Nel 1781 pubblicò i risultati delle sue ricerche nell'opera Plantae rariorum Carinthicae  (Piante rare della Carinzia) e tentò nuove ricerche ed esplorazioni verso sud fino al mar Adriatico e a nord fino nei Paesi Bassi.
Nel 1796 divenne membro onorario dell'Accademia Reale Svedese delle Scienze e dopo la sua morte, nel 1838 gli venne eretto un monumento in suo onore. Il genere Wulfenia è stato a lui dedicato dal botanico olandese Nikolaus Joseph von Jacquin.
Tra le piante scoperte da von Wulfen vi sono la Campanula zoysii, scoperta nel 1788 e la Primula glutinosa.

## Opere
- Plantae rariores carinthiaca in Annuncio austriaca botanicam Miscellanea, et historiam chemiam naturales spectantia, a cura di Nikolaus Joseph von Jacquin, Vol. 1 (1778), p. 147-163 e Vol. 2 (1781), p. 25-183.
- Plantae rariores carinthiaca in Collectanea come botanicam, et naturales historiam chemiam, a cura di Nikolaus Joseph von Jacquin, Vol. I (1786), p. 186-364, Vol. II (1788), p. 112-234, Vol. III (1789), p. 3-166, Vol. IV (1790) p. 227 - 348
- Descriptiones Quorumdam Capensium Insectorum, 1786
- Plantae rariores descriptae, 1803
- Cryptogama aquatica, 1803
- Flora Norica phanerogama, 1858